# India en los Juegos Olímpicos de Pekín 2022
India estuvo representada en los Juegos Olímpicos de Pekín 2022 por un deportista masculino que compitió en esquí alpino.
El portador de la bandera en la ceremonia de apertura fue el esquiadoralpino Arif Khan. El equipo olímpico indio no obtuvo ninguna medalla en estos Juegos.